# Camponotus johnclarki
Camponotus johnclarki är en myrart som beskrevs av Taylor 1992. Camponotus johnclarki ingår i släktet hästmyror, och familjen myror. Inga underarter finns listade.